# توني ستيوارت (لاعب كرة قدم كندية)
توني ستيوارت (بالإنجليزية: Tony Stewart)‏ هو لاعب كرة قدم كندية أمريكي، ولد في 30 يناير 1968 في تشيستر في الولايات المتحدة.